# Latvia International 2017
Die Latvia International 2017 im Badminton fanden vom 1. bis zum 4. Juni 2017 in Jelgava statt.

## Sieger und Platzierte
| Disziplin    | Gold                               | Silber                         | Bronze                                     |
| ------------ | ---------------------------------- | ------------------------------ | ------------------------------------------ |
| Herreneinzel | Kai Schäfer                        | Kasper Lehikoinen              | Jan Louda                                  |
| Herreneinzel | Kai Schäfer                        | Kasper Lehikoinen              | Marius Myhre                               |
| Dameneinzel  | Qi Xuefei                          | Olga Arkhangelskaya            | Kristin Kuuba                              |
| Dameneinzel  | Qi Xuefei                          | Olga Arkhangelskaya            | Alesia Zaitsava                            |
| Herrendoppel | Kristjan Kaljurand Raul Käsner     | Mathieu Gangloff Tom Rodrigues | Eloi Adam Samy Corvée                      |
| Herrendoppel | Kristjan Kaljurand Raul Käsner     | Mathieu Gangloff Tom Rodrigues | Maxime Briot Fabien Delrue                 |
| Damendoppel  | Olga Arkhangelskaya Natalia Rogova | Kristin Kuuba Helina Rüütel    | Solvår Flåten Jørgensen Natalie Syvertsen  |
| Damendoppel  | Olga Arkhangelskaya Natalia Rogova | Kristin Kuuba Helina Rüütel    | Anastasiya Cherniavskaya Alesia Zaitsava   |
| Mixed        | Fabien Delrue Juliette Moinard     | Filip Budzel Tereza Švábíková  | Elias Bracke Lise Jaques                   |
| Mixed        | Fabien Delrue Juliette Moinard     | Filip Budzel Tereza Švábíková  | Fredrik Kristensen Solvår Flåten Jørgensen |